# Pouligney-Lusans
Pouligney-Lusans ist eine französische Gemeinde mit 850 Einwohnern (Stand: 1. Januar 2022) im Département Doubs in der Region Bourgogne-Franche-Comté.

## Geographie
Pouligney-Lusans liegt auf 290 m, etwa 17 Kilometer nordöstlich der Stadt Besançon (Luftlinie). Die Doppelgemeinde erstreckt sich in der gewellten Landschaft zwischen den Flusstälern von Doubs und Ognon, in einer Mulde am Nordrand der Höhe des Bois des Perrières.
Die Fläche des 11,60 km² großen Gemeindegebiets umfasst einen Abschnitt in den äußersten nordwestlichen Höhenzügen des Juras. Der Hauptteil des Gebietes wird von einer breiten Mulde eingenommen, die durch einen Quellbach des Ruisseau de la Corcelle nach Norden zum Ognon entwässert wird. Sie ist vorwiegend mit Acker- und Wiesland, teils auch mit Wald bestanden. Nach Süden reicht das Gemeindeareal in das ausgedehnte Waldgebiet des Bois des Perrières, der die östliche Fortsetzung des Höhenrückens Bois de Sassy bildet. Nach Norden erstreckt sich der Gemeindeboden über das Plateau, das durch verschiedene kurze Seitentälchen des Ruisseau de la Corcelle untergliedert wird, bis auf den Höhenrücken des Bois de la Côte du Mont. Hier wird mit 453 m die höchste Erhebung von Pouligney-Lusans erreicht.
Die Doppelgemeinde besteht aus den Ortsteilen Pouligney (290 m) am Nordrand des Bois des Perrières und Lusans (295 m) in einer Mulde am Südwestfuß des Bois de la Côte du Mont. Nachbargemeinden von Pouligney-Lusans sind La Tour-de-Sçay im Norden, Villers-Grélot, Le Puy und Vennans im Osten, Roulans und Deluz im Süden sowie Amagney, Châtillon-Guyotte, Marchaux-Chaudefontaine und Corcelle-Mieslot im Westen.

## Geschichte
Erstmals urkundlich erwähnt wurden Pouligney und Lusans im Jahr 1260. Im Mittelalter unterstanden die Ortschaften der Herrschaft Montfaucon. Zusammen mit der Franche-Comté gelangten beide Dörfer mit dem Frieden von Nimwegen 1678 definitiv an Frankreich. Die Fusion von Pouligney und Lusans zur heutigen Doppelgemeinde wurde im Jahr 1972 vollzogen.

## Sehenswürdigkeiten

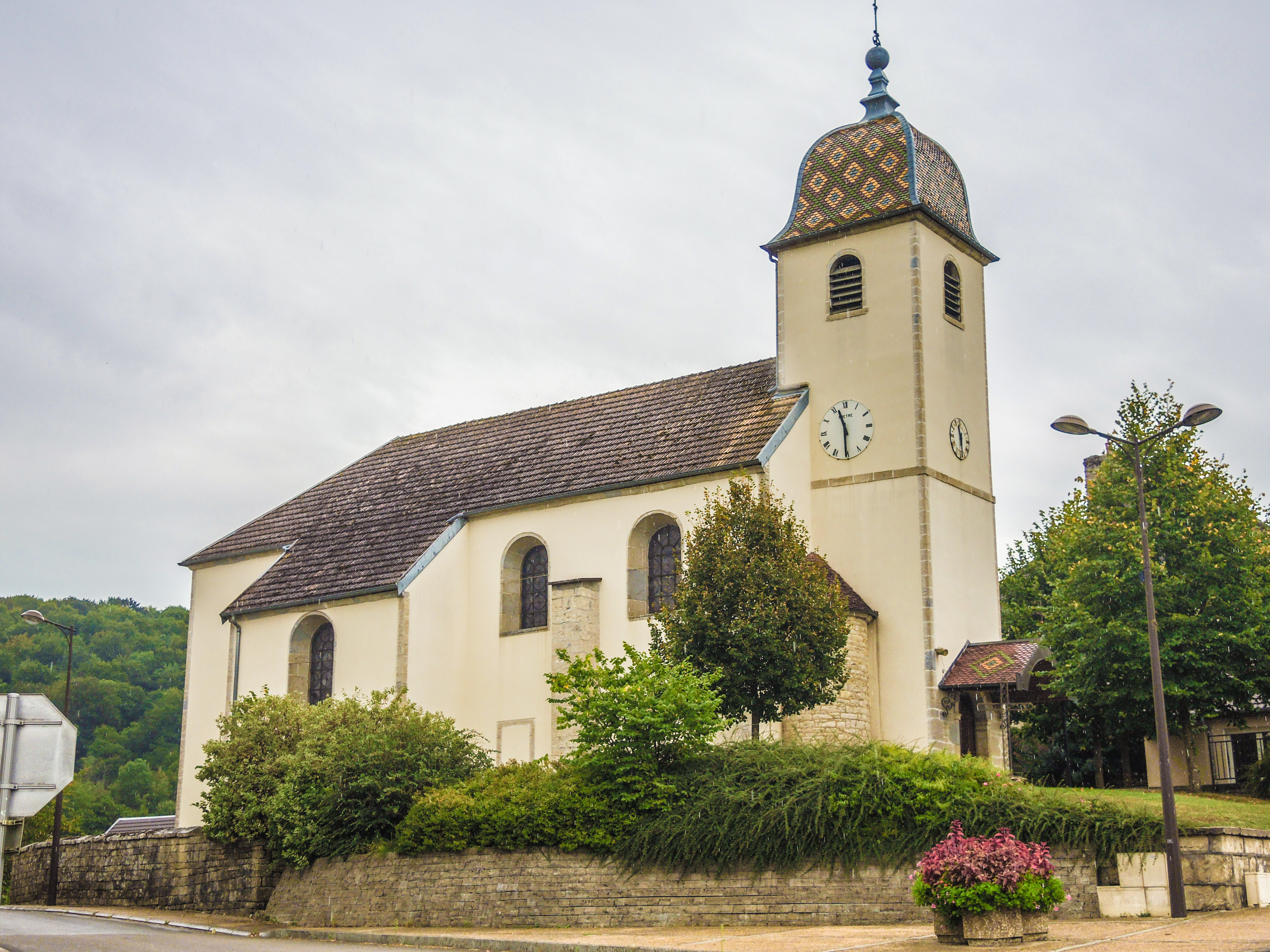
Kirche Saint-Étienne

Die Kirche Saint-Étienne in Pouligney wurde von 1767 bis 1769 erbaut. Mit dem Ludale-Parc verfügt Pouligney-Lusans über einen Vergnügungspark mit drei Labyrinthen in einem Maisfeld.

## Bevölkerung
| Jahr                       | 1962 | 1968 | 1975 | 1982 | 1990 | 1999 | 2005 | 2016 |
| Einwohner                  | 261  | 271  | 326  | 517  | 625  | 695  | 746  | 848  |
| Quellen: Cassini und INSEE |      |      |      |      |      |      |      |      |

Mit 850 Einwohnern (Stand 1. Januar 2022) gehört Pouligney-Lusans zu den kleinen Gemeinden des Départements Doubs. Nachdem die Einwohnerzahl in der ersten Hälfte des 20. Jahrhunderts kontinuierlich abgenommen hatte (1881 wurden noch 448 Personen gezählt), wurde seit Beginn der 1970er Jahre wieder ein deutliches Bevölkerungswachstum verzeichnet. Seither hat sich die Einwohnerzahl nahezu verdreifacht.

## Wirtschaft und Infrastruktur
Pouligney-Lusans war bis weit ins 20. Jahrhundert hinein ein vorwiegend durch die Landwirtschaft (Ackerbau, Obstbau und Viehzucht) und die Forstwirtschaft geprägtes Dorf. Daneben gibt es heute verschiedene Betriebe des lokalen Kleingewerbes und des Einzelhandels. Mittlerweile hat sich das Dorf auch zu einer Wohngemeinde gewandelt. Viele Erwerbstätige sind deshalb Wegpendler, die in der Agglomeration Besançon ihrer Arbeit nachgehen.
Die Ortschaft ist verkehrstechnisch gut erschlossen. Pouligney liegt an einer Departementsstraße, die von Roulans nach Chaudefontaine führt. Der nächste Anschluss an die Autobahn A36, die das Gemeindegebiet durchquert, befindet sich in einer Entfernung von ungefähr sieben Kilometern. Weitere Straßenverbindungen bestehen mit Le Puy und Vennans.